# Marie-Madeleine de La Fayette

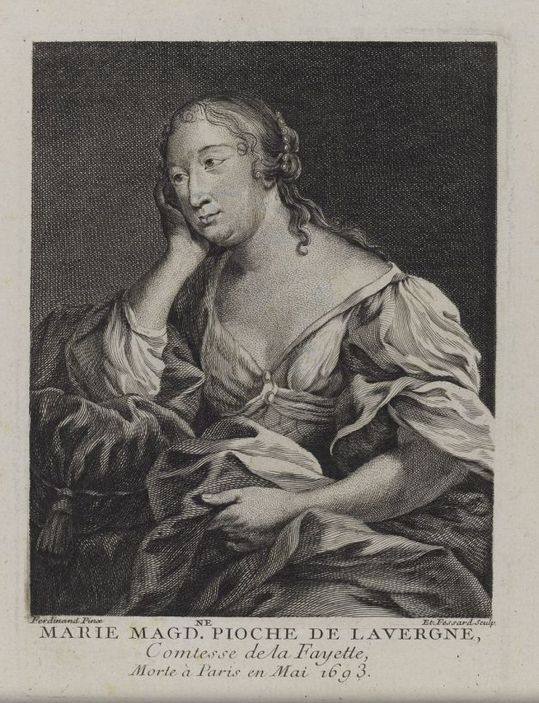
Madame de Lafayette (Radierung von Étienne Fessard, ca. 1734, nach einem Gemälde von Louis Ferdinand Elle d. Ä.)

Marie-Madeleine Pioche de la Vergne, comtesse de La Fayette (* 18. März 1634 in Paris; † 25. Mai 1693 ebenda) war eine französische Adelige und Schriftstellerin. Unter dem Namen Madame de Lafayette ist sie insbesondere für ihren Roman La Princesse de Clèves bekannt, der als erster historischer Roman Frankreichs und einer der ersten Romane in der europäischen Literaturgeschichte gilt.

## Leben

### Jugend
Marie-Madeleine wurde als älteste von drei Töchtern des hochgebildeten, aus amtsadeliger Familie stammenden Marc Pioche de La Vergne und der aus ähnlichen Verhältnissen kommenden, deutlich jüngeren Isabelle Péna geboren. Pioche hatte eine militärische Karriere eingeschlagen und hierbei eine Ausbildung zum technischen Offizier (Festungsbau) absolviert. Er hatte 1619 geheiratet, war aber kinderlos geblieben. Um 1620 war er in Paris Erzieher eines Neffen des Père Joseph geworden, der rechten Hand von Kardinal Richelieu. 1622 war er nach dem Tod seines Zöglings wieder zur Armee gegangen, 1630 jedoch, inzwischen verwitwet, von Richelieu als Erzieher eines Neffen eingestellt worden. Im Stadtpalast seines neuen Dienstherrn hatte er seine zweite Frau kennengelernt und 1633 geheiratet.
Aufgrund seiner Interessen und Fähigkeiten, aber sicher auch dank seiner Nähe zu Richelieu fand Pioche Zugang zu den geistig interessierten Kreisen der Hauptstadt; nachdem er 1635 ein eigenes Haus für die Familie gebaut hatte, das seine Tochter, Marie-Madeleine, nahezu lebenslang bewohnte, vermittelte er dieser die Bekanntschaft zahlreicher Pariser Intellektuellen. Überdies verschaffte er ihr schon als jungem Mädchen Zutritt zu schöngeistigen Salons wie dem der Marquise de Rambouillet und, etwas später, jenem der Romanautorin Madeleine de Scudéry, wo ihr wacher Intellekt nicht unbemerkt blieb und sie unter anderem einen 20 Jahre älteren Literaten, Gilles Ménage, kennenlernte, der sie verehrte und ihre Latein-, Italienisch- und Literaturkenntnisse erweiterte.
1649 starb ihr Vater. Ihre noch junge Mutter heiratete rasch wieder, und zwar einen Chevalier de Sévigné, den Marie-Madeleine zunächst für sich selbst als möglichen Heiratskandidaten in Betracht gezogen hatte. Immerhin bescherte ihr die Verbindung zu de Sévigné eine lebenslange, wenn auch von Rivalität nie freie Freundschaft mit Marie de Rabutin-Chantal, Marquise de Sévigné, einer angeheirateten Nichte des Chevaliers, die als Madame de Sévigné in die Literaturgeschichte einging.
Während Marie-Madeleine auf Empfehlung ihrer Taufpatin, einer Nichte Richelieus, zur Ehrenjungfer der Königin avancierte und daher gelegentlich am Königshof auftrat, machte der Stiefvater, ein Parteigänger von Paul de Gondi, Kardinal de Retz, ihr elterliches Haus zu einem Treffpunkt der oppositionellen Frondeure, die von 1648 an einen zum Teil bewaffneten Widerstand gegen den Kardinal-Minister Mazarin betrieben. Nach der Niederlage der Fronde 1652 wurde Marie-Madeleines Stiefvater in das Anjou verbannt: ein Schicksalsschlag für die 18-jährige, für die als Stieftochter eines Verbannten nun kaum noch Aussicht auf eine gute Partie bestand. 1655 ließ sie sich deshalb von einer hochadeligen Pariser Nonne, von der sie geschätzt wurde, an deren Bruder vermitteln, den 18 Jahre älteren verwitweten und zudem hochverschuldeten Motier de La Fayette. Ihre Heirat – immerhin in den Grafenstand – war nicht billig und die erforderliche Mitgift nur dadurch aufzubringen, dass ihre energische Mutter die beiden jüngeren Schwestern für den (kostengünstigeren) Eintritt ins Kloster bestimmte.
Nach der Hochzeit folgte Madame de La Fayette ihrem Ehemann auf seine Güter in der Provinz. Da dort eine erste Schwangerschaft mit einer Fehlgeburt endete, kehrte sie am Ende der nächsten Schwangerschaft nach Paris zurück. Hier brachte sie 1658 ihr erstes Kind zur Welt, einen Sohn. Ihm folgte 1659 ein weiterer, ebenfalls in Paris, wo sie nun überwiegend wieder lebte, und zwar im elterlichen Haus, das sie nach dem frühen Tod ihrer Mutter geerbt hatte.
Während ihr Mann die Güter der Familie profitabel zu bewirtschaften versuchte, hatte Madame de La Fayette gleich nach der Heirat den juristischen Kampf gegen seine Gläubiger übernommen, den sie mit Energie und zunehmender Kompetenz führte. Hierbei hatte sie zunächst ihren alten Verehrer, Ménage, als ihren Beauftragten eingesetzt, den sie brieflich instruierte. Ab 1658/59 kämpfte sie selber vor Ort in Paris, wo sie die ihr von früher verbliebenen Beziehungen reaktivierte und neue knüpfte. Insbesondere pflegte sie ihre gute Bekanntschaft mit Henriette d’Angleterre, der im Kloster ihrer Schwägerin aufgewachsenen Tochter des 1649 geköpften englischen Königs, Karl I., die den Bruder Ludwigs XIV. heiratete. Über die befreundete Madame de Sévigné versuchte sie auch den mächtigen Finanzminister, Nicolas Fouquet, für ihre Sache zu gewinnen.

### Erwachsenenjahre und schriftstellerisches Schaffen

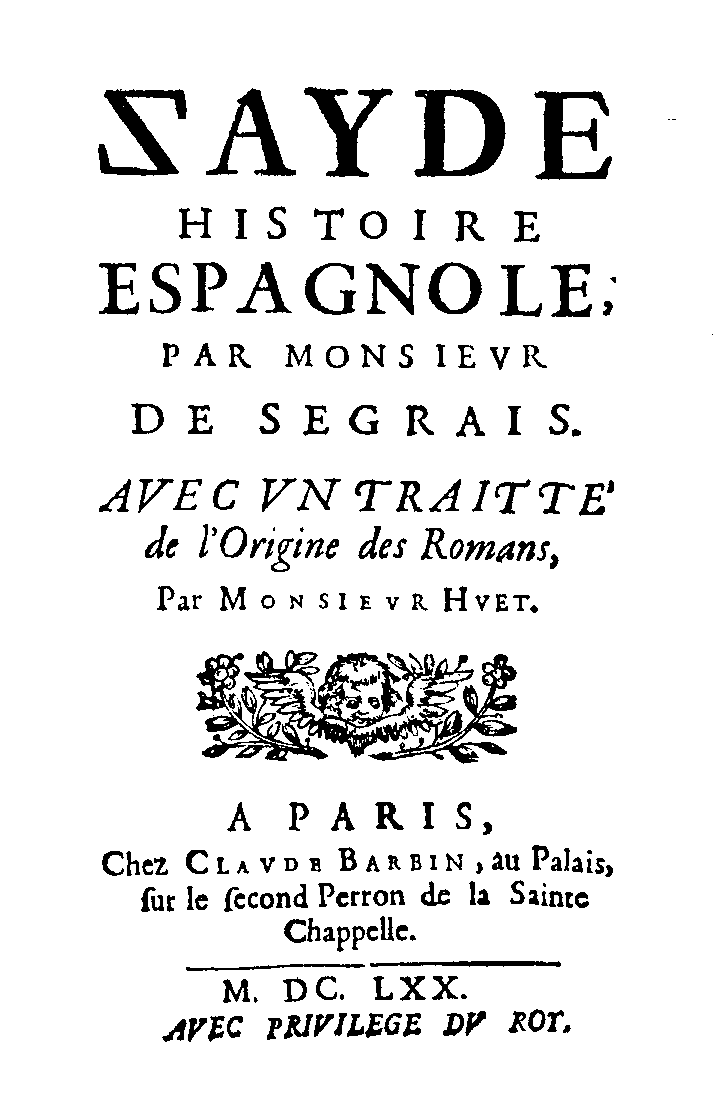
Titelblatt der Zayde, Erstausgabe 1670

Titelblatt der Princesse de Clèves, Erstausgabe 1678

Gleichsam nebenbei debütierte Madame de La Fayette 1659 als Autorin mit einem literarischen Porträt Madame de Sévignés für einen Sammelband, den zwei ältere Literaten, Pierre Daniel Huet und Jean Regnault de Segrais, herausgaben. Vielleicht angeregt von diesen, sicher aber mit der Unterstützung Ménages schrieb sie 1661 eine historische Novelle, La Princesse de Montpensier, die sie 1662 anonym erscheinen ließ, denn eigentlich hielt sie das Schreiben für unter der Würde einer Gräfin, die sie nun war. Wohl aus derselben Zeit stammt eine zweite historische Novelle, La Comtesse de Tende, die erst postum 1724 erschien. Beide Texte behandeln das Thema der großen, aber problematischen und letztlich unglücklichen außerehelichen Liebe einer Frau, die in einer Konventionalehe verheiratet war – ein Thema, das Madame de La Fayette auch weiterhin interessieren sollte.
Hiernach ließ sie die Feder ruhen, schloss mit Erfolg ihre juristischen Demarchen ab (wonach sie, auf den Geschmack gekommen, gelegentlich Freunde bei deren Prozessen beriet) und genoss das gesellschaftliche und geistige Leben, das Paris in den 1660er Jahren bot. Es war eine Zeit des Aufbruchs unter Ludwig XIV., dem jungen König, und seinem neuen Minister, Jean-Baptiste Colbert, der Theatererfolge z. B. Molières und des jungen Jean Racine, aber auch der heftigen Querelen zwischen Molinisten, die Parteigänger der Jesuiten waren, und Jansenisten.
Von Henriette d'Angleterre, der Schwägerin des Königs, 1661 zu ihrer Ehrendame (dame d'honneur) ernannt und wohlgelitten auch vom König selbst, hatte Madame de La Fayette ab 1661 Zutritt zum Hof. Zugleich verkehrte sie in Kreisen der fundamental-oppositionellen, streng-religiösen Jansenisten. Hier lernte sie 1662 den 21 Jahre älteren Herzog und Literaten François de La Rochefoucauld kennen, der ihre spontane Sympathie nur zögernd erwiderte, dann jedoch ihr engster Freund wurde.
Im Jahr 1668 griff Madame de La Fayette erneut zur Feder und schrieb, zusammen mit Segrais, einen historischen Roman, Zayde, der im Spanien des 9. Jahrhunderts spielt und in zwei Bänden 1670/71 unter dem Namen Segrais' erschien. Literarhistorisch bedeutsam wurde Zayde nicht zuletzt dank des „Traktats über den Ursprung der Romane“ (Traité de l'origine des romans), den Huet als Vorwort beisteuerte und der als eine der ersten Theorien des Romans gilt. Ein Jahr später, 1669, begann sie im Auftrag Henriettes eine Histoire de Madame, die allerdings, da Henriette 1670 im Alter von 26 Jahren starb, unvollendet blieb und erst postum 1720 als Histoire d'Henriette d'Angleterre gedruckt wurde.
1678 erschien Madame de Lafayettes wichtigstes, schon 1672 begonnenes Werk: der eher kurze historische Roman Die Prinzessin von Clèves. Die Handlung spielt um das Jahr 1560 zur Zeit Heinrichs II. am französischen Hof und schildert die Geschichte der großen Liebe der in einer Konventionalehe verheirateten Princesse zu einem anderen Mann, der sie ebenfalls liebt, den sie aber aus Sittenstrenge und Treue zu ihrem Gatten nicht erhört und selbst nach ihrer frühen Verwitwung nicht ehelicht, als Grund nennend, dass sie ihn liebe und daher nicht durch seine eventuelle spätere Untreue enttäuscht werden wolle, dass sie vor allem aber ihren inzwischen gefundenen Seelenfrieden nicht aufs Spiel zu setzen beabsichtige.
Der psychologisch einfühlsame und (bis auf Anfang und Ende) spannende Roman war sofort ein großer Erfolg und löste heftige Debatten aus, vor allem darüber, ob eine Frau gut daran tue, dem Ehemann eine Liebschaft zu beichten. Heute gilt der Text als einer der besten französischen Romane jener Epoche, auch wenn moderne Leser den jansenistisch kompromisslosen Schluss kaum goutieren, gemäß dem der Mensch besser sein Seelenheil sichern als nach irdischem Glück streben soll.

### Die späten Jahre
Um das Jahr 1680 intensivierte Madame de La Fayette als Vertraute des Ministers Louvois ihre schon länger bestehende Korrespondenz mit Maria Johanna von Savoyen, der Mutter des jugendlichen Viktor Amadeus II., Herzog von Savoyen und Piemont, und Tante Ludwigs XIV., die seit 1675 in Turin als Regentin die Regierungsgeschäfte führte. Madame de La Fayette vertrat einerseits private Belange der Herzogin in Paris, zugleich aber auch die außenpolitischen Interessen Frankreichs, das das dem Habsburgerreich unterstellten Herzogtum Savoyen als Satellitenstaat zu vereinnahmen hoffte.
Der Tod des gichtkranken La Rochefoucauld 1680 bedeutete einen tiefen Einschnitt für Madame de La Fayette, die ebenfalls seit längerem kränkelte. Sie führte jedoch, nachdem sie durch das Erbe ihrer Mutter, ihres Stiefvaters und ihres 1683 gestorbenen Mannes wohlhabend geworden war, ein für Standesgenossen und Intellektuelle offenes Haus und weilte häufig bei Hofe, wo sie weiterhin die Gunst des Königs besaß. Daneben kümmerte sie sich, in ihrer Eigenschaft als Oberhaupt einer Adelsfamilie, um die Zukunft ihrer Söhne, indem sie dem älteren, der Mönch geworden war, mehrere Stellungen als Abt (die man kumulieren konnte) verschaffte und dem jüngeren, der Offizier geworden war, zu einem eigenen Regiment und 1689 zu einer vorzüglichen Ehepartie verhalf.
Das letzte Werk Madame de La Fayettes wurden die nur fragmentarisch erhaltenen, 1720 postum gedruckten Mémoires de la cour de France pour les années 1688 et 1689, in denen sie nicht nur eine Chronik des Versailler Hoflebens der genannten Jahre versucht, sondern auch mit scharfem Blick politische und militärische Probleme analysiert. Hiernach zog sie sich vom Hof zurück, zumal sie 1690 auch ihre diplomatische Mission als gescheitert betrachten musste, denn der in Turin nun selber regierende junge Herzog hatte sich entschlossen, einem Bündnis gegen Frankreich beizutreten.
Madame de La Fayette erlebte noch, dass sie Großmutter wurde, aber nicht mehr, dass ihr jüngerer Sohn mit 35 Jahren in der von den Franzosen gehaltenen Festung Landau in der Pfalz einer Krankheit erlag. Sie starb 1693 im Alter von 59 Jahren.

## Werke
- La Princesse de Montpensier (1662)
- Zayde (1670/71)
- La Princesse de Clèves (1678; deutsch 1711)
- Histoire d’Henriette d'Angleterre (1720)
- Mémoires de la cour de France (1731)

## In Kunst und Literatur

### Filme
- Die Prinzessin von Cleve, 1961, Buch: Jean Cocteau, Regie: Jean Delannoy, mit Jean Marais und Marina Vlady
- Der Brief, 1999, Regie: Manoel de Oliveira, mit Chiara Mastroianni, Pedro Abrunhosa, Leonor Silveira und Françoise Fabian
- Das schöne Mädchen, 2008, Regie: Christophe Honoré, mit Léa Seydoux, Grégoire Leprince-Ringuet und Louis Garrel
- Die Prinzessin von Montpensier, 2010, Regie: Bertrand Tavernier, mit Mélanie Thierry, Grégoire Leprince-Ringuet und Gaspard Ulliel

## Notizen
1. ↑  Auch „LaFayette“ oder „La Fayette“.

| Personendaten    | Personendaten                             |
| ---------------- | ----------------------------------------- |
| NAME             | La Fayette, Marie-Madeleine de            |
| ALTERNATIVNAMEN  | Mme de Lafayette                          |
| KURZBESCHREIBUNG | französische Adelige und Schriftstellerin |
| GEBURTSDATUM     | 18. März 1634                             |
| GEBURTSORT       | Paris                                     |
| STERBEDATUM      | 25. Mai 1693                              |
| STERBEORT        | Paris                                     |